# Rehnquist-Gericht

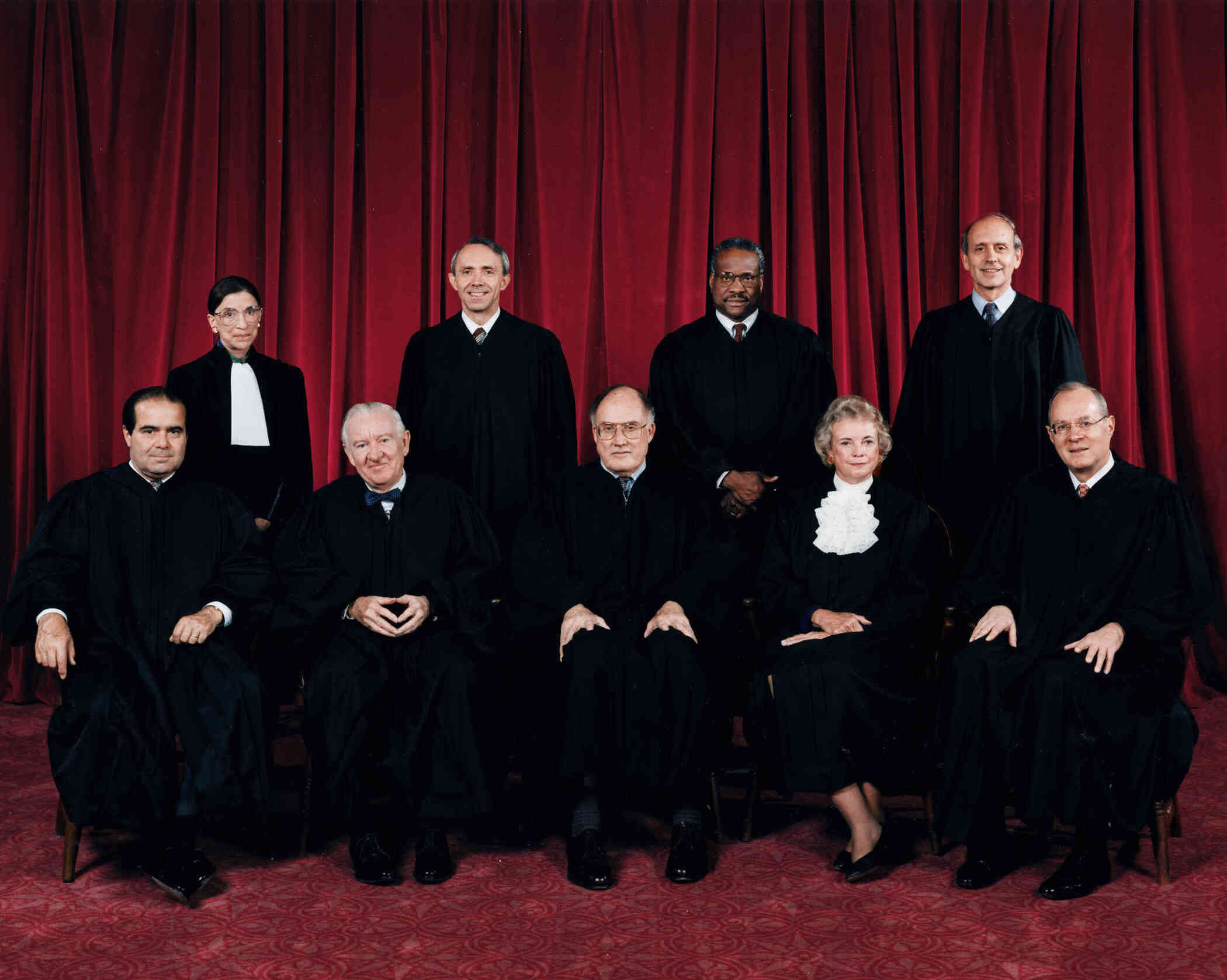
Das Rehnquist-Gericht in seiner letzten Form (Herbst 1994): Vordere Reihe (links nach rechts): Antonin Scalia, John Paul Stevens, Oberster Richter William H. Rehnquist, Sandra Day O’Connor, und Anthony Kennedy. Hintere Reihe (links nach rechts): Ruth Bader Ginsburg, David Souter, Clarence Thomas, und Stephen Breyer.

Als das Rehnquist-Gericht des Obersten Gerichtshofs der Vereinigten Staaten wird die Zeit von 1986 bis 2005 bezeichnet, in der William H. Rehnquist als Oberster Richter fungierte. Rehnquist trat die Nachfolge von Warren E. Burger als Oberster Richter an, nachdem dieser in den Ruhestand getreten war, und hatte diese Position bis zu seinem Tod im Jahre 2005 inne, zu welchem Zeitpunkt John Roberts als Nachfolger von Rehnquist nominiert und bestätigt wurde. Das Rehnquist-Gericht gilt allgemein als konservativer als das vorhergehende Burger-Gericht, aber nicht so konservativ wie das nachfolgende Roberts-Gericht.
Durch seine Urteile förderte das Rehnquist-Gericht häufig eine Politik des Neuen Föderalismus, bei der den Bundesstaaten auf Kosten der Bundesregierung mehr Macht eingeräumt wurde. Das Rehnquist-Gericht zeichnete sich auch durch seine Stabilität aus, da die gleichen neun Richter von 1994 bis 2005 elf Jahre lang zusammen amtierten, die längste derartige Zeitspanne in der Geschichte des Obersten Gerichtshofs.

## Mitglieder
Rehnquist trat dem Gericht 1972 bei, nachdem Richard Nixon ihn zum Beigeordneten Richter ernannt hatte, und Rehnquist blieb in dieser Position, bis Ronald Reagan ihn 1986 zum Obersten Richter ernannte, als Warren E. Burger in den Ruhestand ging. Rehnquists vakanter Sitz als Beigeordneter Richter wurde von Antonin Scalia besetzt. Das Rehnquist-Gericht begann somit am 26. September 1986 mit Scalia und den letzten acht Mitgliedern des Burger-Gerichts: Rehnquist, William J. Brennan, Byron White, Thurgood Marshall, Harry Blackmun, Lewis F. Powell, John Paul Stevens und Sandra Day O’Connor.
Powell ging 1987 in den Ruhestand; Präsident Reagans Nominierung von Robert Bork wurde vom Senat abgelehnt, und sein zweiter Kandidat, Douglas H. Ginsburg, zog sich vor einer Abstimmung zurück. Reagans dritter Kandidat, Anthony Kennedy, wurde vom Senat bestätigt. Brennan ging 1990 und Marshall 1991 in den Ruhestand, was Präsident George H. W. Bush die Gelegenheit gab, die Richter David Souter und Clarence Thomas zu ernennen. White ging 1993 und Blackmun 1994 in den Ruhestand, und Präsident Bill Clinton ernannte die Richter Ruth Bader Ginsburg und Stephen Breyer, um White bzw. Blackmun zu ersetzen.
Die Zusammensetzung des Obersten Gerichtshofs blieb für den Rest des Rehnquist-Gerichts unverändert, das endete, als Rehnquist am 3. September 2005 starb. Sein Nachfolger wurde der derzeitige Oberste Richter, John Roberts, der von George W. Bush in die Position berufen wurde.

### Zeitstrahl
Legende: 

## Wichtige Entscheidungen
- Texas v. Johnson (1989): In einer von Richter Brennan verfassten 5:4-Entscheidung hob das Gericht ein staatliches Gesetz auf, das das Verbrennen der amerikanischen Flagge verhinderte. Das Gericht entschied, dass das Verbrennen der Flagge gemäß dem ersten Verfassungszusatz eine geschützte Rede ist. In einem späteren Fall, United States v. Eichman (1990), hob das Gericht ein ähnliches Bundesgesetz auf.
- Planned Parenthood v. Casey (1992): In einer gemeinsam von den Richtern O’Connor, Kennedy und Souter verfassten Mehrheitsentscheidung bestätigte das Gericht das in Roe v. Wade (1973) verankerte verfassungsmäßige Recht auf Abtreibung. Casey ersetzte jedoch den strengen Prüfungsstandard der gerichtlichen Überprüfung, der in Roe festgelegt ist, durch den weniger strengen Standard für unangemessene Belastungen, was den Staaten mehr Spielraum bei der Auferlegung von Beschränkungen für Abtreibungen gibt (z. B. können Staaten eine Wartezeit von 24 Stunden verlangen). Sowohl Roe als auch Casey wurden später von Dobbs v. Jackson Women’s Health Organization (2022) aufgehoben.
- United States v. Lopez (1995): In einer vom Obersten Richter Rehnquist verfassten 5:4-Entscheidung hob das Gericht das Gun-Free School Zones Act von 1990 als verfassungswidrige Erweiterung der Macht des Kongresses auf. Bemerkenswerterweise war dieser Fall das erste Mal seit dem Aufkommen des New Deal, dass das Gericht ein Gesetz auf der Grundlage der Handelsklausel niederschlug. Das fragliche Gesetz machte es zu einem Bundesverbrechen, eine Pistole in der Nähe oder in einer Schule zu haben, und das Gericht entschied, dass der Besitz einer Pistole keine wirtschaftliche Aktivität ist und keine wesentlichen Auswirkungen auf den zwischenstaatlichen Handel hat.
- United States v. Morrison (2000): In einer vom Obersten Richter Rehnquist verfassten 5:4-Entscheidung hob das Gericht Teile des Gesetzes über Violence Against Women Act von 1994 als verfassungswidrige Erweiterung der Macht des Kongresses auf. Wie im Fall Lopez entschied das Gericht, dass der Kongress versucht hatte, die Handelsklausel über ihre verfassungsmäßige Bedeutung hinaus auszudehnen, und hob die Bundesbestimmung auf, die es Opfern geschlechtsspezifischer Gewalt ermöglichte, ihre Angreifer vor einem Bundesgericht zu verklagen.
- Bush v. Gore (2000): In einer umstrittenen Entscheidung per curiam, in der vier Richter anderer Meinung waren, setzte der Oberste Gerichtshof die Entscheidung des Obersten Gerichtshof von Florida außer Kraft und stoppte eine manuelle Nachzählung der in Florida abgegebenen Stimmzettel für die Präsidentschaftswahlen von 2000. Das Gericht entschied, dass die Neuauszählung gegen die Equal Protection Clause verstoßen habe, da Florida keinen landesweiten Standard für die Neuauszählung der Stimmen habe, und entschied auch, dass vor Ablauf der gesetzlichen „Safe Harbor“-Frist möglicherweise keine Neuauszählung stattfinden könne. Ohne eine Nachzählung gewann der Republikaner George W. Bush Floridas Wahlstimmen und die Präsidentschaft.
- Grutter v. Bollinger (2003): In einer von Richter O’Connor verfassten 5:4-Entscheidung bestätigte das Gericht die Zulassungspolitik der University of Michigan Law School mit der Begründung, dass die juristische Fakultät ein zwingendes Interesse an der Förderung der Diversität des Unterrichts habe. Das Gericht entschied, dass Schulen die Rasse als Faktor bei der Zulassung verwenden könnten, solange die Schule kein Quotensystem anwende, das im Fall Regents of the University of California v. Bakke (1978) für verfassungswidrig erklärt worden war.
- Lawrence v. Texas (2003): In einer 6:3-Entscheidung, in der Richter Kennedy die Mehrheitsmeinung verfasste, erklärte das Gericht mehrere bundesstaatliche Sodomie-Gesetze für ungültig. Lawrence hob Bowers v. Hardwick auf, einen Fall aus dem Jahr 1986, in dem das Gericht entschieden hatte, dass staatliche Gesetze, die schwule sexuelle Handlungen unter Strafe stellen, verfassungsgemäß seien. Bei der Aufhebung von Bowers entschied das Gericht, dass intimes einvernehmliches Sexualverhalten durch ein materielles ordnungsgemäßes Verfahren gemäß dem 14. Verfassungszusatz geschützt sei.
- McConnell v. Federal Election Commission (2003): In einer von den Richtern Stevens und O’Connor verfassten 5:4-Entscheidung bestätigte das Gericht mehrere Bestimmungen des Bipartisan Campaign Reform Act von 2002, einschließlich seiner Beschränkungen für „weiches Geld“. Das Gericht entschied, dass nicht alle politischen Äußerungen durch den ersten Verfassungszusatz geschützt sind und dass die Regierung ein legitimes Interesse daran hat, Korruption und den Anschein von Korruption zu verhindern. Der Fall wurde teilweise von Citizens United v. Federal Election Commission (2010) aufgehoben.

## Positionen
Rehnquist war während des Burger-Gerichts oft ein einsamer konservativer Kritiker gewesen, aber die Ernennungen von O’Connor, Scalia, Kennedy und, vielleicht am wichtigsten, Thomas, rückten das Gericht drastisch nach rechts. Rehnquist befürwortete die Rückgabe der Macht an die Bundesstaaten auf Kosten der Bundesregierung, und er wurde von den Richtern O’Connor, Scalia, Kennedy und Thomas unterstützt, um Bundesgesetze niederzuschlagen, was das Rehnquist-Gericht häufiger tat als jedes frühere Gericht. Diese fünf Richter bildeten einen dominanten konservativen Block, obwohl Rehnquist sich weniger der ideologischen Reinheit verschrieben hatte als Scalia oder Thomas, und die Richter Kennedy und O’Connor oft als Wechselstimmen fungierten, die sich auf die Seite der liberaleren Richter stellten. O’Connors Bekanntheitsgrad als Wechselstimme veranlasste einige, es „O’Connor-Gericht“ zu nennen, und sie schrieb mehrere wichtige Meinungen. Richter Stevens, der dienstälteste beigeordnete Richter während eines Großteils des Rehnquist-Gerichts, führte den liberalen Block an, zu dem auch die Richter Souter, Ginsburg und Breyer gehörten. Stevens war oft erfolgreich darin, einen oder beide von O’Connor und Kennedy für sich zu gewinnen, um die Agenda des konservativen Blocks des Gerichts zu behindern. Von den neun Richtern, die von 1994 bis 2005 im Amt waren, waren sieben von republikanischen Präsidenten ernannt worden, und der relative Liberalismus einiger dieser Richter (insbesondere Stevens und Souter) frustrierte viele in der Republikanischen Partei.

## Gruppenportraits

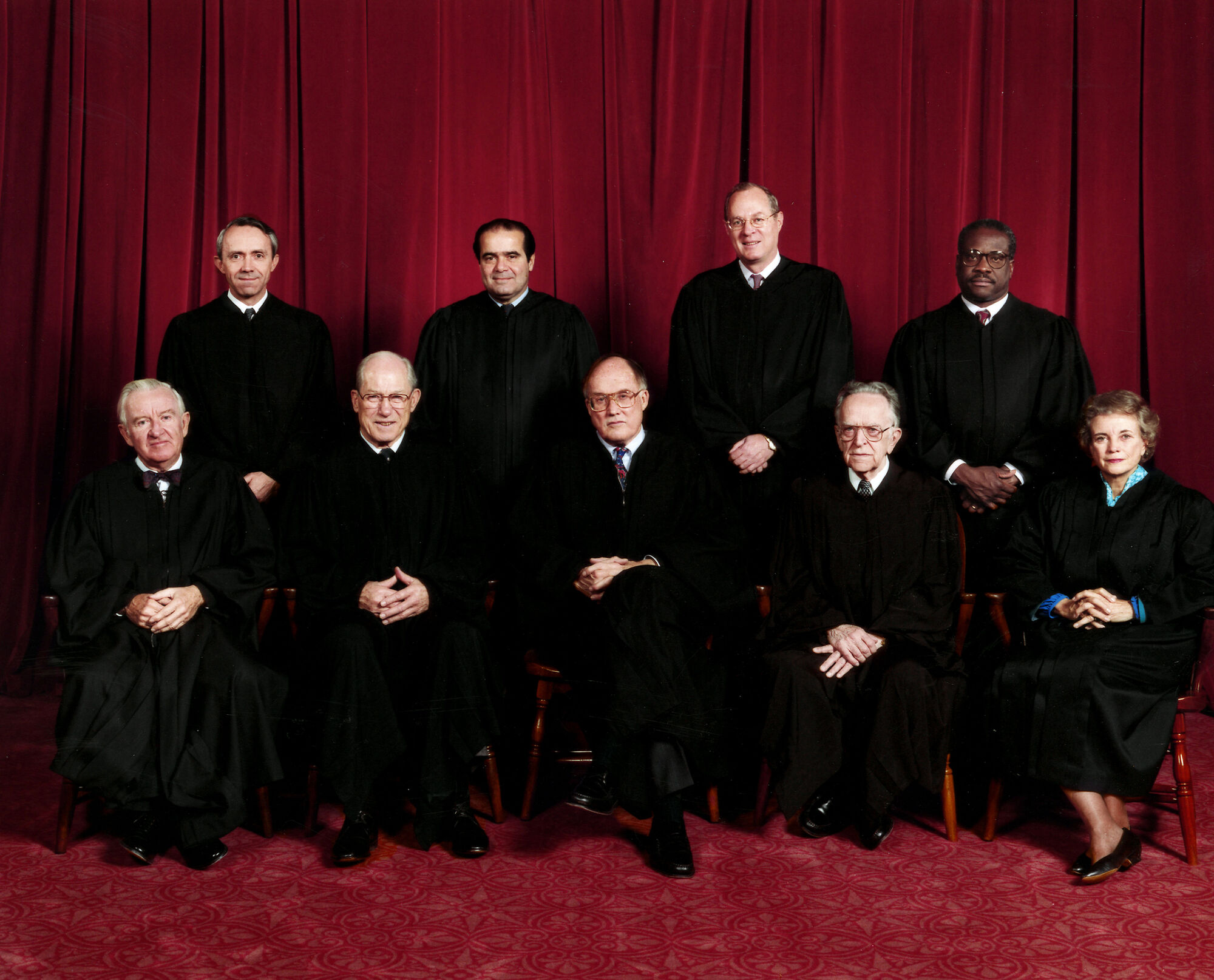
1991